# Paweł Kochański
Paweł Kochański (Odessa, 14 settembre 1887 – New York, 12 gennaio 1934) è stato un violinista polacco.

## Biografia
Pawel Kochański (in cirillico Павел Коханьский) è nato a Odessa (allora parte dell’Impero Russo) da genitori polacco-ebraici e ha studiato violino prima con il padre e poi all’età di 7 anni con Emil Młynarski (1870-1935) ex allievo di Auer e professore di violino al Conservatorio di Odessa. 
 Nel 1898 Młynarski si recò a Varsavia e, dopo aver fondato l’Orchestra Filarmonica di Varsavia, chiamò Kochański allora di 14 anni come concertmaster (dal 1901 al 1903). Nel 1903, con il patrocinio di importanti famiglie di Varsavia contattate da Młynarski, Kochański si recò a Bruxelles per studiare con César Thomson al Conservatorio. Qui, dopo quattro mesi, ricevette il Premier prix. Il premio gli permise di iniziare una serie di tournée in Europa. Fu a questo punto che incontrò Arthur Rubinstein; strinsero amicizia e iniziarono a suonare insieme dal 1907.

Nello stesso 1907 Kochański tornò a Varsavia, e dal 1909 al 1911 assunse il posto di professore di violino al Conservatorio. In quel periodo, iniziò una collaborazione artistica con il compositore Karol Szymanowski (1882-1937). Kochański ha avuto un'influenza significativa sulle opere per violino di Szymanowski. Il risultato di questa collaborazione sono state diverse composizioni: Notturno e Tarantella op. 28, Mythes op. 30, Romance op. 23, i due Concerti op. 35 e 61. Nel 1909 con Rubinstein diede la prima esecuzione della Sonata op. 9 di Szymanowski. Dopo lo scoppio della Prima guerra mondiale, nell'inverno del 1914, partì per la Russia. Dal 1914 al 1915 ha soggiornato nella tenuta di Józef Jaroszyński a Tymoszówka (in Ucraina).
 Nel 1916 Kochański lavorò a stretto contatto con  Szymanowski nella stesura del Concerto n. 1; completato il lavoro, Szymanowski dedicò il Concerto a Kochański. 
 
Negli anni 1916-1918 visse a San Pietroburgo; qui fu il successore di Auer al Conservatorio. In quel periodo divenne amico di Sergej Prokof'ev e prestò assistenza tecnica al compositore per il suo Concerto n. 1 in re maggiore op. 19. Dal 1919 al 1920 Kochański si trasferì a Kiev per insegnare al Conservatorio. Dopo un breve soggiorno a Parigi, Londra e Bruxelles, nel gennaio del 1921, fece il suo primo viaggio negli Stati Uniti. Il suo debutto con Rubinstein alla Carnegie Hall di New York, il 14 febbraio 1921, si concluse con un grande successo. Da quel momento in poi, tenne concerti negli Stati Uniti e in Sud America. Nel 1924 si stabilì definitivamente a New York. Ha insegnato alla Juilliard School dal 1924 fino alla morte (per cancro) all’età di 46 anni.
Nel 1932 aiutò Szymanowski a completare il Concerto n. 2 op. 61; quando fu pubblicato, dopo la morte di Kochański, la partitura portava la dedica a lui.
Morì il 12 gennaio 1934 a New York. Alla cerimonia funebre fu onorato dagli artisti più importanti del tempo, tra cui Mischa Elman, Walter Damrosch, George Gershwin, Jascha Heifetz, Vladimir Horowitz, Fritz Kreisler, Sergej Kusevickij, Leopold Stokowski e Arturo Toscanini. 
Il repertorio di Kochański era molto ampio, dai pezzi antichi ai più recenti. Molte opere sono state dedicate a lui o scritti appositamente per lui, la Sonata n. 1 (1910) di Arnold Bax, la Mazurka Oberek (1917) di Alexander Glazunov, alcune delle 5 Melodie op. 35 bis (1925) di Sergej Prokof'ev, le prime trascrizioni di Igor' Fëdorovič Stravinskij, Romance op. 23 (1910), Notturno e Tarantella op. 28 (1915), Mythes op. 30 (1915), 3 Caprices de Paganini op. 40 (1918), e i due Concerti op. 35 (1916) e 61 (1932-33) di Karol Szymanowski. 
Kochański è l’autore di numerose trascrizione per violino e pianoforte di Szymanowski, Manuel de Falla, Joaquín Nin, Maurice Ravel.

## Allievi
- Galina Barinova (Галина Всеволодовна Баринова)[1]